# Bryx analicarens
Bryx analicarens es una especie de pez de la familia Syngnathidae en el orden de los Syngnathiformes.

## Reproducción
Es ovovivíparo y el macho transporta los huevos en una bolsa ventral, la cual se encuentra debajo de la cola.

## Morfología
- Los machos pueden alcanzar los 12,5 cm de longitud total.

## Hábitat
Es un pez  de mar y de clima tropical que vive entre 0-45 m de profundidad.

## Distribución geográfica
Se encuentra desde la Isla Hermits (Eritrea), Zanzíbar (Tanzania), las Seychelles y Kuwait hasta Abu Dhabi y el Golfo de Omán.